# Onthophagus lamtoensis
Onthophagus lamtoensis là một loài bọ cánh cứng trong họ Bọ hung (Scarabaeidae).